# (12540) Picander
(12540) Picander est un astéroïde de la ceinture principale.

## Description
(12540) Picander est un astéroïde de la ceinture principale. Il fut découvert le 26 juillet 1998 à La Silla par Eric Walter Elst. Il présente une orbite caractérisée par un demi-grand axe de 2,90 UA, une excentricité de 0,02 et une inclinaison de 0,9° par rapport à l'écliptique.

## Compléments